# 草壩駅
草壩駅（そうはえき/簡体字: 草坝站）は中華人民共和国雲南省蒙自市草壩鎮の中国国鉄昆明鉄路局が管轄する昆河線の駅である。また、草官線の起点であり、正式には旅客扱いしていないが、不定期な旅客列車が運行される場合がある。